# GWGET
GWGET ist der Downloadmanager des GNU Network Object Model Environments (Gnome).
Mit GWGET können Downloads mit Hilfe folgender Funktionen komfortabel verwaltet werden:
- Downloadwiederaufnahme: GWGET versucht Downloads nach ungewolltem Abbruch wieder aufzunehmen
- Notification Area (Gnome-Benachrichtigungsfeld): GWGET läuft im Hintergrund
- Recursivity: offline verfügbare Webseiten erstellen (selektiv nach Mediendaten etc.)
- Drag & Drop: Url kann über das Hauptfenster oder über das Symbol in der Notification Area zur Downloadquelle hinzugefügt werden
- Firefox-Erweiterung: FireGet
- Epiphany-Add-On

Die Firefox-Erweiterung FireGet funktioniert nur bis Firefox-Version 1.6. In aktuelleren Firefox-Versionen kann man Gwget mit der Erweiterung FlashGot integrieren.
Während des Downloads zeigt GWGET auf Wunsch die geschätzte Restdauer des Vorgangs, die bereits übertragene Datenmenge oder weitere Informationen an.